# Pital (Kostaryka)
Pital – miasto w Kostaryce, w prowincji Alajuela.